# Jörg Müller (Rennfahrer)

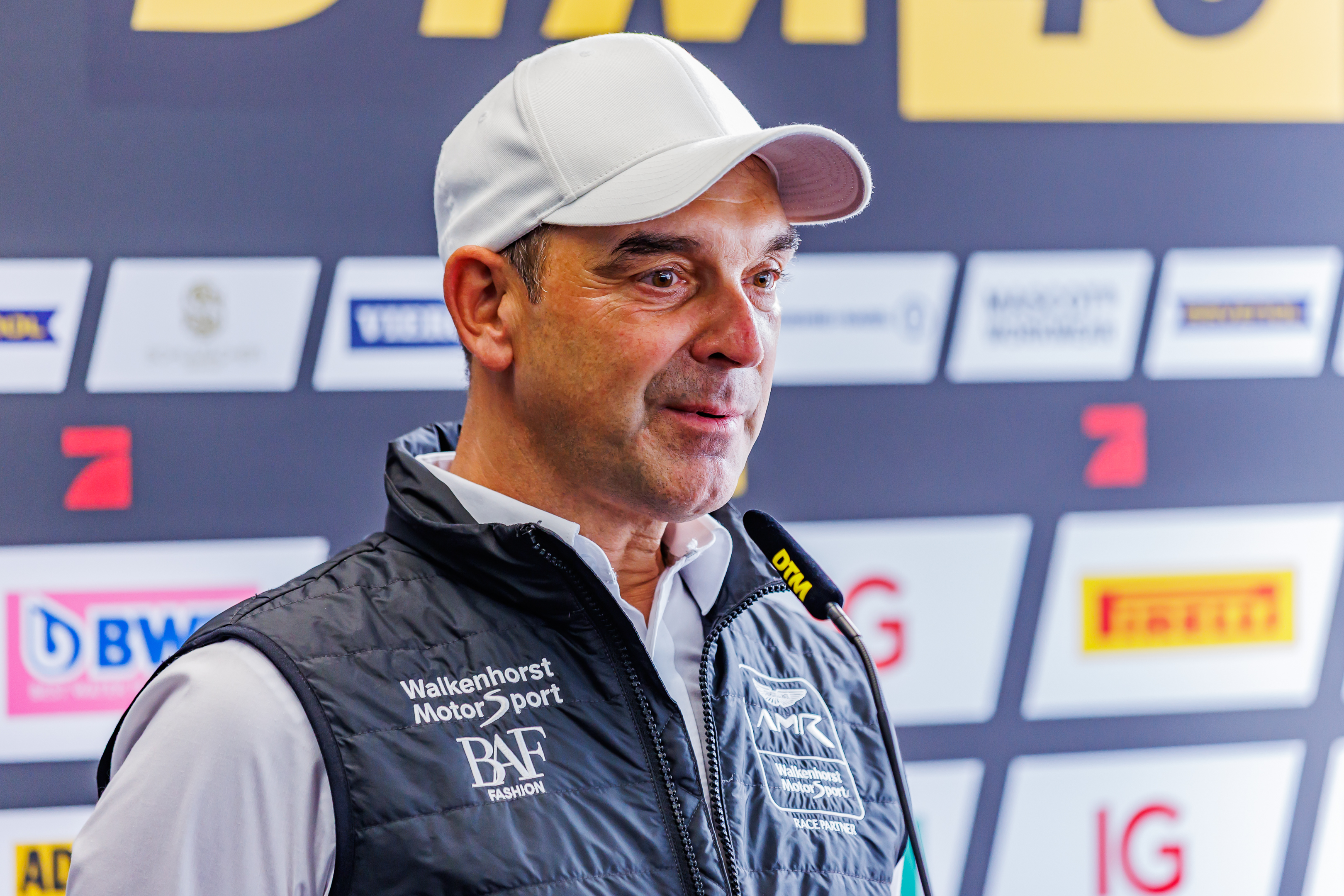
Jörg Müller (2024)

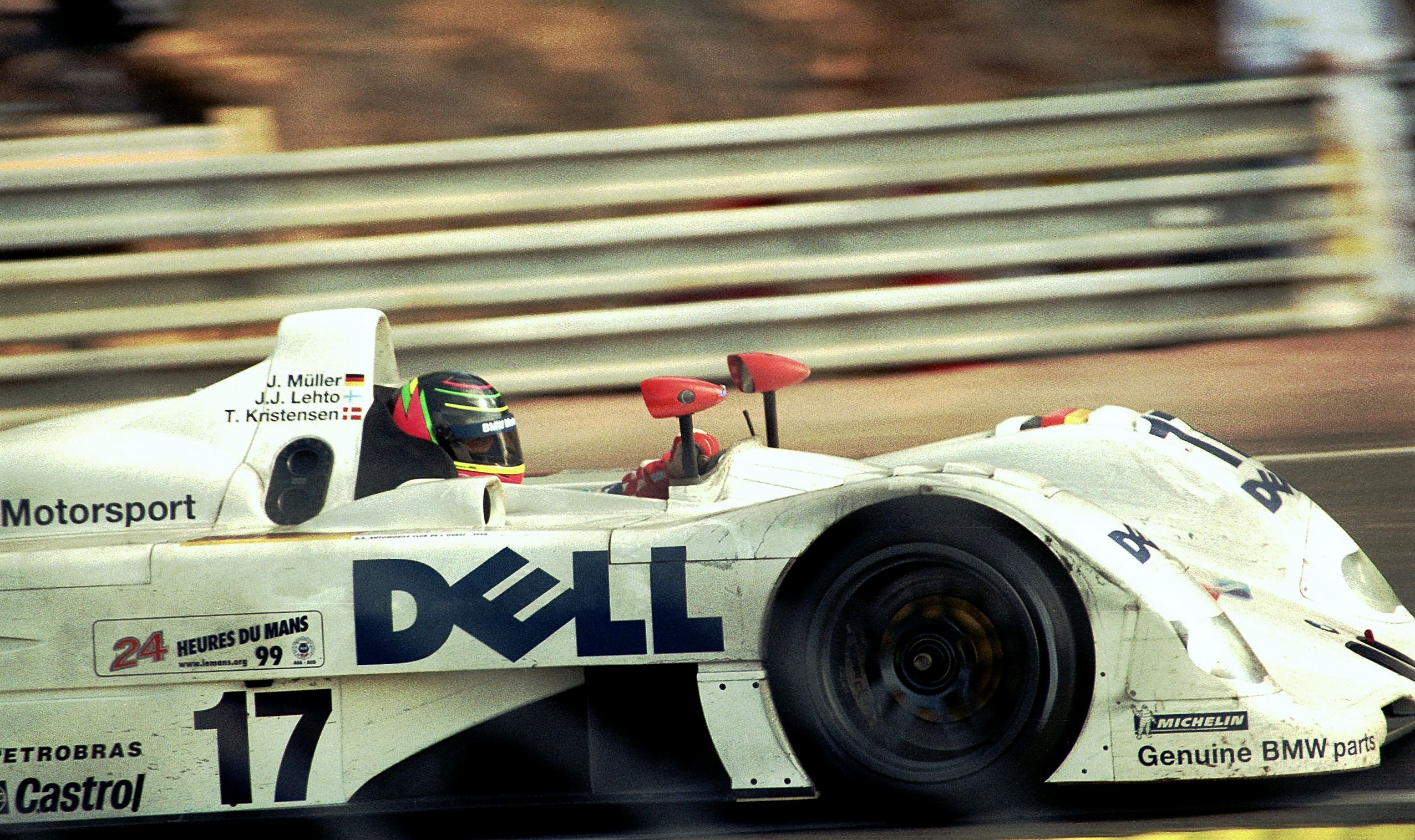
Jörg Müller am Steuer eines BMW V12 LMR beim 24-Stunden-Rennen von Le Mans 1999

Jörg Müller (* 3. September 1969 in Kerkrade, Niederlande) ist ein deutscher Automobilrennfahrer.

## Herkunft
Müllers Vater Ewald gehörte zu den Pionieren des deutschen Kartsports und fuhr in den 1960er- und 1970er-Jahren als Mitglied der Deutschen Kart-Nationalmannschaft gegen spätere Formel-1-Rennfahrer wie Ronnie Peterson, Elio de Angelis oder die Gebrüder Brambilla. Jörg Müllers Geburtsort liegt in den Niederlanden, da Ewald Müller zu dieser Zeit Betreiber einer Kartbahn im niederländischen Vaals bei Aachen war. Als Ewald Müller Anfang der 1970er-Jahre einen Zweiradhandel in Hückelhoven übernahm, zog die Familie aus dem Raum Aachen ins nicht weit entfernte Hückelhoven, wo Jörg Müller aufwuchs und eine Lehre als Zweiradmechaniker absolvierte.

## Kartsport
Müller kam schon im Alter von fünf Jahren zum Kartsport. Er startete in der Klasse Pop 100 und gewann diverse Titel im Gau des ADAC Nordrhein. In seiner aktiven Zeit als Kart-Rennfahrer war er Mitglied im Kart-Club Burg Brüggen, dessen Vorsitzender sein Vater war. Aus diesem Club stammen auch die Rennfahrer Heinz-Harald Frentzen, Ellen Lohr, Nick Heidfeld und die bekannte Rennfahrerfamilie Hahne. Mit der Mannschaft des KC Burg Brüggen, dessen „Raderberg-Kartbahn“ in Niederkrüchten liegt, wurde Jörg Müller 1984 Deutscher Kartmeister. Kartsport betrieb er bis 1987.

## Formelkarriere
Im Jahr 1988 startete Jörg Müller in der Formel Ford 1600 und holte sofort den deutschen Meistertitel. 1990 wurde er Europameister der Formel Ford (2 Liter). 1989 stieg Müller in die Formel Opel-Lotus-Challenge ein, die er ebenfalls im ersten Jahr gewann. 1990 bis 1994 fuhr er Formel 3 und wurde Deutscher Meister 1994. 1996 gewann Jörg Müller auf Anhieb die Internationale Formel-3000-Meisterschaft nach hartem Zweikampf mit Kenny Bräck, der nach einer Kollision beim Saisonfinale disqualifiziert wurde. 1997 war er Testfahrer beim Formel-1-Team Arrows, von 1998 bis 1999 bei Sauber-Petronas und von 1999 bis 2001 bei Williams-BMW.

## GT und Tourenwagen
Parallel zu den Formeleinsätzen begann Jörg Müller 1995 mit Rennen für BMW im Super-Tourenwagen-Cup und holte 1996 den Sieg beim 24-Stunden-Rennen von Spa-Francorchamps. 1998 verdiente er sein Geld in der FIA-GT-Meisterschaft und der United States Road Racing Championship, wo er das 24-Stunden-Rennen von Daytona gewinnen konnte. Das 24-Stunden-Rennen von Le Mans fuhr Müller 1997 mit Nissan, 1998 mit Porsche und 1999 mit BMW. 1999 bis 2001 betätigte er sich in der American Le Mans Series in der Kategorie der Le-Mans-Prototypen (LMP). 2002 bis 2004 folgten Einsätze in der Tourenwagen-Europameisterschaft, die ab 2005 zur Tourenwagen-Weltmeisterschaft (WTCC) aufgewertet wurde. 2004 und 2010 gewann Müller in einem BMW das 24-Stunden-Rennen auf dem Nürburgring.
Jörg Müller war der erste Rennfahrer, der nach einem Sieg beim Formel-3-Grand-Prix auf dem Guia Circuit in Macao auch das dortige Tourenwagen-Rennen für sich entscheiden konnte.

## Statistik

### Le-Mans-Ergebnisse
| Jahr | Team              | Fahrzeug        | Teamkollege    | Teamkollege    | Platzierung | Ausfallgrund |
| ---- | ----------------- | --------------- | -------------- | -------------- | ----------- | ------------ |
| 1997 | Nissan Motorsport | Nissan R390 GT1 | Martin Brundle | Wayne Taylor   | Ausfall     | Unfall       |
| 1998 | Porsche AG        | Porsche 911 GT1 | Uwe Alzen      | Bob Wollek     | Rang 2      |              |
| 1999 | BMW Motorsport    | BMW V12 LMR     | JJ Lehto       | Tom Kristensen | Ausfall     | Unfall       |
| 2010 | BMW Motorsport    | BMW M3 GT2      | Uwe Alzen      | Augusto Farfus | Rang 19     |              |
| 2011 | BMW Motorsport    | BMW M3 GT2      | Dirk Werner    | Augusto Farfus | Ausfall     | Vibrationen  |

### Sebring-Ergebnisse
| Jahr | Team                | Fahrzeug    | Teamkollege   | Teamkollege    | Platzierung | Ausfallgrund |
| ---- | ------------------- | ----------- | ------------- | -------------- | ----------- | ------------ |
| 1999 | Team BMW Motorsport | BMW V12 LMR | JJ Lehto      | Tom Kristensen | Gesamtsieg  |              |
| 2000 | BMW Motorsport      | BMW V12 LMR | JJ Lehto      |                | Rang 3      |              |
| 2001 | BMW Motorsport      | BMW M3 GTR  | JJ Lehto      |                | Rang 10     |              |
| 2012 | BMW Team RLL        | BMW E92 M3  | Bill Auberlen | Uwe Alzen      | Rang 21     |              |
| 2013 | BMW Team RLL        | BMW Z4 GTE  | Bill Auberlen | Maxime Martin  | Rang 18     |              |